# Anabarilius longicaudatus
Anabarilius longicaudatus är en fiskart som beskrevs av Chen, 1986. Anabarilius longicaudatus ingår i släktet Anabarilius och familjen karpfiskar. Inga underarter finns listade i Catalogue of Life.